# Tetraponera plicatidens
Tetraponera plicatidens é uma espécie de formiga do gênero Tetraponera, pertencente à subfamília Pseudomyrmecinae.